# Idrocilamid
Az idrocilamid (INN: idrocilamide) vázizomgörcs és felületi visszérgyulladás elleni helyi izomlazító. 5%-os krém formájában alkalmazzák.
Kölcsönhatásba léphet a teában, kávéban található koffeinnel.

## Fizikai/kémiai tulajdonságok
Fehér kristályos anyag. Alkoholban jól, vízben rosszul oldódik.
A fahéjsav és az etanol-amin(en) savamidja.

## Készítmények
A nemzetközi gyógyszerkereskedelemben:
- Brolitene
- Srilane
- Talval

Magyarországon nincs forgalomban.